# Аксіома паралельності Евкліда

Перетин прямих (анімація)

Аксіо́ма парале́льності Евклі́да, або п'я́тий постула́т — одна з аксіом, що лежать в основі класичної планіметрії. Вперше наведена в «Началах» Евкліда:
| Якщо пряма, що перетинає дві інші прямі, утворює внутрішні односторонні кути, які менші, ніж два прямі кути, то ці дві прямі перетнуться як завгодно далеко з тієї сторони, де кути. Оригінальний текст (д.-гр.) Καὶ ἐὰν εἰς δύο εὐθείας εὐθεῖα ἐμπίπτουσα τὰς ἐντὸς καὶ ἐπὶ τὰ αὐτὰ μέρη γωνίας δύο ὀρθῶν ἐλάσσονας ποιῇ, ἐκβαλλομένας τὰς δύο εὐθείας ἐπ' ἄπειρον συμπίπτειν, ἐφ' ἃ μέρη εἰσὶν αἱ τῶν δύο ὀρθῶν ἐλάσσονες. — ΣTOIXEIA EΥKΛEI∆OΥ |

П'ятий постулат дуже сильно відрізняється від інших постулатів Евкліда, простих та інтуїтивно очевидних (див. Начала Евкліда). Тому протягом 2 тисячоліть не припинялися спроби виключити його зі списку аксіом і вивести як теорему. Всі ці спроби закінчилися невдачею. «Ймовірно, неможливо в науці знайти більш захопливу і драматичну історію, ніж історія п'ятого постулату Евкліда». Незважаючи на негативний результат, ці пошуки не були марними, оскільки врешті-решт привели до повного перегляду наукових уявлень про геометрію Всесвіту.

## Еквівалентні формулювання постулату про паралельність
У сучасних джерелах зазвичай приводиться друге формулювання постулату про паралельність, що належить Проклу та часто називається аксіомою Плейфера, яка еквівалентна (рівносильна) V постулату:

У площині через точку, що не лежить на даній прямій, можна провести щонайбільше одну пряму, паралельну даній.

## Дивись також
- Аксіоматика Гільберта